# Kuśniszcze
Kuśniszcze (ukr. Кусни́ща) – wieś na Ukrainie w rejonie kowelskim, w obwodzie wołyńskim. W II Rzeczypospolitej miejscowość wchodziła w skład gminy wiejskiej Zgorany w powiecie lubomelskim województwa wołyńskiego. Do II wojny światowej w pobliżu miejscowości znajdował się niewielki przysiółek Laski.
Pierwsze wzmianki o miejscowości pochodzą z 1510 roku. Kosniscze było wsią starostwa lubomelskiego w 1570 roku. We wsi znajduje się cerkiew Przemienienia Pańskiego z 1995 roku, która została zbudowana na miejscu starszej budowli z 1897 roku, zniszczonej w 1952 roku. Miasto współpracuje z osadą Siedliszcze (powiat chełmski).
Do 2020 w rejonie lubomelskim.